# Léopold Simoneau
Léopold Simoneau (Saint-Flavien, Quebec, 3 de mayo de 1916 - Victoria (Columbia Británica), 24 de agosto de 2006) fue un tenor ligero y lírico canadiense.
Estudió en el Levis College y la Université Laval. Se hace famoso luego de cantar en la Teatro Nacional de la Opéra-comique de París en 1949 óperas francesas e italianas. 
Se casó en 1946 con la soprano Pierrette Alarie, con quien tuvo dos hijas, Isabelle y Chantal.
En los años 1950 hizo grabaciones famosas, incluyendo el Réquiem de Mozart con Bruno Walter, Die Entführung aus dem Serail, con Thomas Beecham, y una de las mejores grabaciones de Les Pecheurs de Perles de Bizet con Jean Fournet, la suya fue una de las interpretaciones del personaje de Nadir más aclamadas por los críticos. 
Se retiró de los escenarios en 1970 y se dedicó a la docencia en Canadá. 
En 1971 fue nombrado oficial de la Orden de Canadá, fue promocionado a Companion en 1995, y luego nombrado Caballero de la Orden nacional de Quebec, en 1997. 
Su esposa, Pierrette Alarie, también es Oficial de la Orden de Canadá.
- Datos: Q1381756
- Multimedia: Leopold Simoneau / Q1381756